# Gals (Satellit)
Die Gals-Satelliten (GRAU-Index 17F71) waren zwei russische Rundfunksatelliten. Sie waren die Vorgänger der heutigen Express-Satelliten.

## Technik
Der erste Gals-Fernsehsatellit sollte ursprünglich im Dezember 1990 in Betrieb gehen, startete aber erst im Jahr 1994. Er war der erste russische geostationäre Kommunikationssatellit neuerer Generationen. Die von der NPO PM entworfenen und gebauten Raumfahrzeuge nutzten den neuen MSS-2500-Satellitenbus. Die Neuheiten lagen im Bereich der elektrischen Leistung, der Positionshaltung und der Lebensdauer.
Der erste Satellit dieser Serie, Gals-1, testete das vom Fabel Bureau entwickelte russische Triebwerk SPT-100. Dieses neue Lageregelungssystem wurde in Zusammenarbeit mit der französischen Société européenne de propulsion (SEP) und der US-Firma Space Systems/Loral fabriziert. Beide Gals-Satelliten waren mit insgesamt acht dieser Triebwerke ausgestattet.
Zwei entfaltbare Solarmodule mit einer Gesamtleistung von 2,4 kW lieferten den drei Ku-Band-Transpondern (eine 40-W-Einheit und zwei mit 80 W) den benötigten Strom. Die Satelliten maßen 4,1 m × 6,6 m und hatten eine Solarpanel-Spannweite von 21 m. Die geplante Lebensdauer betrug jeweils 5–7 Jahre und das Gewicht lag bei 2.500 kg pro Satellit.

## Positionen
Wie die meisten russischen geostationären Satelliten wurde Gals-1 in einen geostationären Orbit in der Nähe von 90° Ost ausgesetzt. Später wurde ein westlicher Drift zugeteilt, damit der Satellit bis Anfang Februar 1994 44° Ost erreichen konnte. Nach einem Test wurden Probleme mit einem der drei Transponder festgestellt, weshalb Gals-1 im Juni selben Jahres unerwartet auf die Position 71° Ost versetzt wurde. Ab diesem Zeitpunkt sendete er nicht mehr nach Russland, sondern nach China und Taiwan. Gals-1 verblieb für den Rest seiner Arbeitszeit bei 71° Ost.

## Weitere, nicht gestartete Satelliten
Es waren insgesamt drei Entwicklungsstufen der Gals-Raumfahrzeuge vorgesehen. Die erste Serie war die normale Gals-Serie. Die Gals-R-Reihe hätte einen vierten Transponder dazubekommen und so einen größeren Raum abdecken können. Die Varianten Gals-R6 und Gals-R12 sollten 6 bzw. 12 Transponder mit sich führen. Der erste Start eines Gals-R-Satelliten wurde vorläufig für 1996 festgelegt. Zwei Gals-R-Klasse-Raumfahrzeuge wurden Berichten zufolge von einem chinesischen Unternehmen für Starts im Jahr 1998 bestellt. Keine dieser Gals-Varianten wurden gestartet.

## Die Satelliten
| Name                 | COSPAR-ID | Startdatum (UTC) | Trägerrakete        | Startplatz      |
| -------------------- | --------- | ---------------- | ------------------- | --------------- |
| Gals-1 oder Gals-11L | 1994-002A | 20. Jan. 1994    | Proton-K/Blok-DM-2M | Baikonur 81/23  |
| Gals-2 oder Gals-12L | 1995-063A | 17. Nov. 1995    | Proton-K/Blok-DM-2  | Baikonur 200/39 |